# Pantherophis gloydi
Pantherophis gloydi – gatunek węża z rodziny połozowatych (Colubridae). Jest niejadowity i jest gatunkiem endemicznym w regionie na wschód od Wielkich Jezior w Kanadzie i Stanach Zjednoczonych. W niektórych opracowaniach takson ten jest przypisywany wymarłemu gatunkowi węża, a w innych jest uważany za młodszy synonim dla innego gatunku z tego samego rodzaju, Pantherophis vulpinus.

## Etymologia
Nazwa rodzajowa: gr. πανθηρ panthēr, πανθηρος panthēros „lampart, pantera”; οφις óphis, óφεως ópheōs „wąż”. Epitet gatunkowy jest eponimem upamiętniającym amerykańskiego herpetologa, Howarda K. Gloyda.

## Spór o nazwę gatunkową
Węże o angielskiej nazwie zwyczajowej foxsnakes są najczęściej dzielone na dwa gatunki – żyjący na wschodzie P. gloydi i P. vulpinus. Jednak w 2011 roku Crother, White, Savage, Eckstut, Graham i Gardner zaproponowali, by granicą dla obu gatunków była rzeka Missisipi, tak więc te żyjące na wschód od rzeki nazywane byłyby P. vulpinus (obejmowałoby to takson P. gloydi i część taksonu P. vulpinus), zaś te żyjące na zachód od Missisipi – P. rampsotti.

## Opis
Dojrzałe osobniki osiągają od 91 do 137 cm długości (największy osobnik miał 179 cm). Grzbiet ma różne barwy, od żółtawej do jasnobrązowej, z ciemnymi plamkami. Głowa również ma różne kolory, od brązowego po jasnoczerwony. Brzuch jest zawsze żółty w czarną kratę. Łuski są lekko odwrócone. Młode węże są bardziej blade, ich plamki są bardziej brązowe i kończą się czarnymi obwódkami. Młode osobniki mają także czarną linię do przodu od oczu, która biegnie w kierunku szczęk.
Różni się od P. vulpinus liczbą plam na grzbiecie – ma ich około 34 (podczas gdy P. vulpinus – ok. 41). Plamy te są także około 3 cm większe.

## Habitat
P. gloydi bytuje na rozlewiskach oraz na sąsiednich łąkach i polach.

## Zasięg
Wąż ten jest znajdowany we wschodniej części regionu Wielkich Jezior, na terenach stanów Ohio, Michigan w USA i Ontario w Kanadzie.

## Status
Gatunkowi temu grozi wymarcie przede wszystkim ze względu na utratę miejsc bytowania. Ich liczba gwałtownie się zmniejszyła na skutek zagospodarowywania rozlewisk i budowy ludzkich siedlisk; odnotowywano także przypadki trzymania ich w domu jako zwierzę domowe, ponieważ jest często mylony z innymi wężami, takimi jak mokasyn miedziogłowiec lub grzechotniczek pospolity. Ponadto, jako że ten wąż używa grzechotki w podobny sposób do grzechotników, wiele ludzi zabija go w obawie o własne życie (nie jest to jednak jadowity gatunek). Gatunek ten znajduje się na listach zagrożonych wymarciem zwierząt we wszystkich trzech stanach, w jakich występuje.

## Pożywienie
Podstawowym pożywieniem gada są różne małe ssaki, płazy i ptaki, żywi się także jajami ptaków. 

## Rozród
Samica składa pod gnijącymi i ściętymi pniami drzew od 7 do 29 jaj, z których małe węże wykluwają się po około 60 dniach.